# Vicente Senkuan
Vicente Senkuan Tiriats Wawik, (Huasaga, Morona Santiago, Ecuador,  2 de diciembre de 1952) más conocido como Vicente Senkuan es un líder indígena de la nación Achuar, conocido por fundar la comunidad Achuar Wampuik en 1969. Es considerado uno de los líderes más respetados de su comunidad y ha sido clave en el desarrollo y fortalecimiento de la misma.

## Biografía
Antes de la llegada del misionero salesiano P. Luis Bolla, la comunidad Achuar carecía de organización y de una escuela para la educación de sus hijos. En este sentido, la llegada del misionero representó una oportunidad única para que la comunidad se fortaleciera y se organizara. Bajo el liderazgo de Vicente Senkuan, la comunidad pudo crear una organización colectiva y establecer una escuela para la educación de los niños.
Hoy en día, la comunidad Achuar Wampuik es conocida como la Cab. parroquial de Huasaga y ha logrado importantes avances en la educación y el desarrollo de su pueblo. Vicente Senkuan es recordado como un líder visionario y dedicado que trabajó incansablemente por mejorar la vida de su pueblo y sentar las bases para su prosperidad futura. Su legado sigue inspirando a la comunidad Achuar y a otros líderes indígenas en todo el mundo.